# 佛井站
佛井站（：／ Buljeong yeok */?）曾为韩国铁路闻庆线上的一个车站，位于庆尚北道闻庆市佛井洞，目前已废止。

## 历史
- 1954年11月10日，落成使用。
- 1993年9月1日，停止使用。